# Jan Ligthart

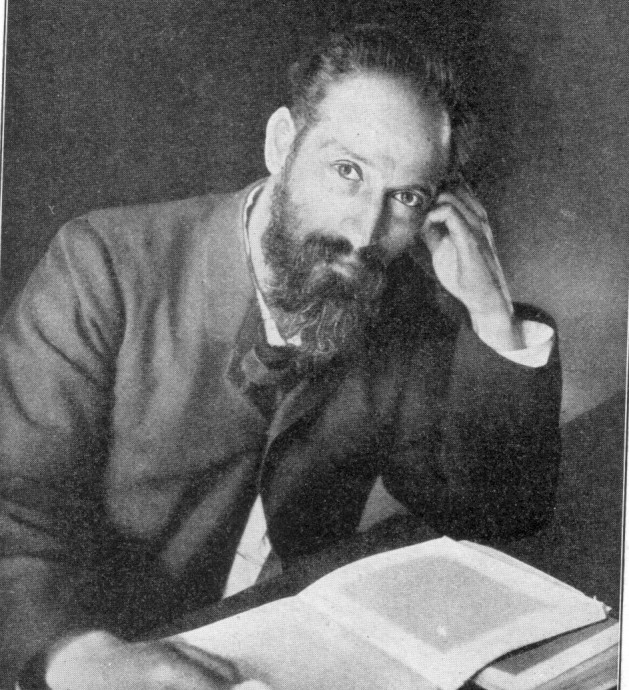
Jan Ligthart

Jan Ligthart (sinh ngày 11 tháng 1 năm 1859 tại Amsterdam, mất ngày 16 tháng 2 năm 1916 tại Laag-Soeren) là một giáo viên người Hà Lan và là một nhà sáng tạo trong giáo dục. Ông được biết đến như là hiệu trưởng của một trường tiểu học ở huyện Schilderswijk thuộc thành phố Den Haag, ông cũng là một nhà văn và nhà báo.
Jan Ligthart muốn cải thiện nền giáo dục của Hà Lan nhưng người ta còn nghi ngờ khả năng của ông, đặc biệt là kể từ khi ông không muốn sử dụng phương pháp giáo dục thiết kế theo kiểu "mì ăn liền".
Ảnh hưởng của ông trong những thập kỷ đầu của thế kỷ XX rất đáng kể và có nhiều giáo viên, phụ huynh lấy cảm hứng từ công việc của mình giống như ông. Ông là một trong rất ít giáo viên người Hà Lan được biết đến ở nước ngoài và ông đã thử làm theo ý tưởng của mình tại các nước khác. Với tính cách thân thiện và uy tín của ông, ông đã chiếu sáng cũng giống như đức tin vào Kitô giáo của mình. Trong thời đại của chủ nghĩa xã hội  phát triển và chủ nghĩa cộng sản, người ta không coi ông như là một nhà giáo dục sáng tạo nguy hiểm. Trong thời gian này, có nhiều nhà cải cách giáo dục ở Hà Lan, nhưng chỉ có Theo Thijssen và ông là được nhiều người biết đến.